# Lowery Glacier
Lowery Glacier är en glaciär i Antarktis. Den ligger i Östantarktis. Nya Zeeland gör anspråk på området. Lowery Glacier ligger 1 079 meter över havet.
Terrängen runt Lowery Glacier är bergig åt nordväst, men åt sydost är den kuperad. Trakten är obefolkad. Det finns inga samhällen i närheten. 